# ミュールハイム＝ケルリヒ
ミュールハイム＝ケルリヒ (独: Mülheim-Kärlich, [myːlh‿aim]-[ˈkɛrlɪç]) はドイツ連邦共和国 ラインラント＝プファルツ州マイエン＝コブレンツ郡にある市。ヴァイセントゥルム連合自治体 (独: Verbandsgemeinde Weißenthurm) に属している。
ライン川のから数kmの、コブレンツの西に位置する。